# غارهای لانگمن
غارهای لانگمن (چینی ساده: 龙门石窟; چینی سنتی: 龍門石窟; پین‌یین: Lóngmén Shíkū; به معنای «Dragon's Gate Grottoes») یا غارهای دروازه اژدها از بهترین نمونه‌های هنر بودایی چینی هستند. ده‌ها هزار مجسمه از شاکیامونی بودا و شاگردانش در ۱۲ کیلومتر (۷٫۵ مایل) جنوب لویانگ امروزی در استان هنان، چین واقع شده‌است. این مجسمه‌ها که زمانی بسیاری از آنها نقاشی شده بودند، به صورت نقش برجسته‌های صخره ای بیرون و درون غارها و صخره‌های آهکی دست‌کند حفاری شده‌است. رودخانه یی که به سمت شمال جریان دارد و منطقه ای که قبلاً ییکو (伊阙؛ 'دروازه رودخانه یی') نامیده می‌شد بین آنها قرار دارد. بیش از ۱۰۰۰۰۰ مجسمه در ۲۳۴۵ غار وجود دارد که از ۱ اینچ (۲۵ میلیمتر) تا ۵۷ فوت (۱۷ متر) هستند. در ارتفاعات این منطقه همچنین نزدیک به ۲۵۰۰ سنگ یادبود و سنگ‌نبشته و همچنین بیش از شصت بتکده بودایی وجود دارد، از این رو به نام «جنگل استلاهای باستانی» نامگذاری شده‌است. این غارها در یک محیط طبیعی دیدنی و از عمق ۱ کیلومتر (۰٫۶۲ مایل) امتداد صخره ای که در امتداد هر دو ساحل رودخانه قرار دارد واقع شده‌اند.
در سال ۲۰۰۰ این مکان به عنوان «تجلی برجسته خلاقیت هنری بشر»، به دلیل کمال یک شکل هنری، و به دلیل گنجاندن پیچیدگی فرهنگی تانگ چین، به فهرست میراث جهانی یونسکو اضافه شد.

## جغرافیا
این مجموعه یکی از سه غار برجسته چین است. دو غار دیگر غارهای یونگانگ نزدیک داتونگ در استان شانشی، و غار موگای نزدیک دانهوانگ در استان گانسو است. دره ای که توسط رودخانه یی تشکیل شده توسط دو رشته تپه از تپه‌های Xiangshan (در شرق) و Longmenshan (در غرب) احاطه شده‌است دارای شیب‌های تند در دامنه‌های غربی و شرقی در امتداد رودخانه است. یی شاخه شمالی رودخانه لو است.
در حدود ۱۴۰۰ غار، ۱۰۰۰۰۰ مجسمه وجود دارد که برخی از آنها تنها ۱ اینچ (۲۵ میلیمتر) ارتفاع دارد، در حالی که بزرگترین مجسمه بودا ۵۷ فوت (۱۷ متر) ارتفاع دارد همچنین تقریباً ۲۵۰۰ استلا و ۶۰ پاگودا در این منطقه وجود دارد. این غارها در دو طرف رودخانه یی قرار دارند. پنجاه غار بزرگ و متوسط در صخره‌های تپه غربی دیده می‌شود که به سلسله‌های شمالی، سویی و تانگ نسبت داده می‌شود، در حالی که غارهای تپه شرقی به‌طور کامل در زمان سلسله تانگ تراشیده شده‌اند. انبوهی از غارها، مجسمه‌ها و بتکده‌ها در غارهای لانگمن، «پیشرفت در سبک» مشخصی را به تصویر می‌کشند که غارهای اولیه ساده و به خوبی با کنده‌کاری مجسمه‌های بودا و افراد مذهبی شکل گرفته بودند. تغییر سبک در دوره‌های سلسله تانگ که پیچیده‌تر است و زنان و چهره‌های دربار را نیز در بر می‌گیرد متمایزتر است. این غارها به ترتیب از شمال به جنوب در امتداد ساحل غربی رودخانه یی شماره گذاری شده‌اند. ورودی غارها از انتهای شمالی است.